# Александр (епископ Вятский)
Епи́скоп Алекса́ндр (в схиме Андре́й; 30 ноября 1603, Подмонастырная слобода близ Николо-Коряжемского монастыря — 17 декабря 1678, Коряжемский монастырь) — епископ Русской православной церкви, первый епископ Вятский и Великопермский.

## Биография
Родился в монастырной слободе Николо-Коряжемского монастыря. Здесь он был послушником, в 1631 году принял постриг, служил казначеем; с 1642 по 1651 года был игуменом.
7 июня 1651 года был назначен архимандритом Спасо-Каменного монастыря.
3 июня 1655 года хиротонисан во епископа Коломенского и Каширского взамен смещённого патриархом Никоном епископа Павла.
16 декабря 1655 года, вкупе с тремя другими архереями, присутствовал на Малом соборе в Москве, созванном патриархом Никоном и в числе прочего постановившем совершать великое освящение воды единожды, в навечерие Богоявления Господня. Это был один из тех редких случаев, когда Патриарх Никон в своих реформах пошёл вопреки господствующей современной греческой практике и утвердил практику древней Церкви, сохранявшуюся до XI—XIII веках, согласно которой водоосвящение совершалось только один раз и не в церкви, а на реке. Этому решению Никона всеми силами, но безуспешно, пытался противостать Антиохийский Патриарх Макарий, присутствовавший на соборе.
Участвовал в Московском соборе, открывшемся 23 апреля 1656 года, утвердившем троеперстие и объявившем двуперстие «армянским» обычаем. 18 мая того же года епископ Александр присутствовал на Соборе, созванном для заочного осуждения протопопа Иоанна Неронова.
Участвовал в Соборе, состоявшемся в октябре 1656 года.
Реформам патриарха Никона не сочувствовал, но опасался объявить свой протест открыто, памятуя о судьбе своего предшественника по кафедре.
5 декабря 1657 года назначен во вновь учреждённую Вятскую епархию, бедную и совершенно неустроенную в экономическом отношении. В связи с учреждением епархии епископу Александру было поручено обновить престол в Хлынове.
После оставления Никоном патриаршего престола в июле 1658 году открыто выразил своё несогласие с церковной реформой и ратовал за её отмену. Однако запущенная и проводимая царём Алексеем Михайловичем церковная реформа уже не могла быть отменена, и в результате соборных увещаний епископ Александр вынужден был признать свою неправоту и, письменно засвидетельствовав раскаяние в своих заблуждениях, присоединился, вместе со всеми архиереями, к признанию православия тогдашних греческих патриархов, греческих печатных книг и Московского собора 1654 года.
Помимо сочинений, вызванных к жизни полемикой вокруг церковной реформы, участвовал в создании литературно-агиографических произведений, посвящённых Николо-Коряжемскому монастырю.
8 января 1674 года самовольно ушёл на покой в Коряжемский монастырь, где принял схиму и скончался 16 октября 1679 года (или, по версии Мануила (Лемешевского), 17 декабря 1678 года). Погребён в этом же монастыре в северной паперти.

## Епископ Александр в искусстве

### В кинематографе
- В телесериале «Раскол» (15-я серия) епископ присутствует на суде после низвержения Никона и раскаивается в своих заблуждениях.